# Касарги (озеро)
Касарги́ — озеро в Сосновском районе Челябинской области.

## География
Расположено в северной части Сосновского района на границе со Аргаяшским районом, рядом с озёрами Малый Кисегач, Кара-Кумяк, Кумкуль, Ишалино, Карагайкуль, Яу-Балык, Курги, Тиренкуль, Теренкуль, Сарсанги и Узункуль. На южном берегу озера находится одноимённая деревня. Близлежащие населенные пункты: деревня Касарги (юго-западный берег), деревня Ключёвка (северо-западный берег), село Долгодеревенское.
Дно песчаное, илистое, на востоке у скалы дно каменистое. Западный берег озера и заливы заросли камышом. «Цвести» начинает рано. Озеро находится на открытой местности. Вода солоноватая.
В озере Касарги заселены и обитают следующие виды рыб. Карповые: карп, карась, чебак. Сиговые: сиг, рипус, гибриды. Хищники: щука, судак, окунь.